# Török Autópálya-igazgatóság
A Török Autópálya-igazgatóság (Türkiye Cumhuriyeti Karayolları Genel Müdürlüğü, KGM) Törökország településeken kívüli közútjai építéséért és fenntartásáért felelős állami szerv. 1950. március 1-jén alapították, a nemzetközi autópályákról szóló 1949-es törvény elfogadása után, és a Közlekedési és Hírközlési Minisztérium alá rendelték. Jelenlegi (2016) vezetője Mehmet Cahit Turhan.
A KGM 2080 kilométernyi autópályából (Otoyol, előtagja O), 31 395 km országos főútból (Devlet yolu, előtagja D) és 31 390 km tartományi jelentőségű útból (İl yolu, előtagja a tartomány kétbetűs kódja) álló hálózatot tart fenn, a hozzájuk tartozó hidakkal, viaduktokkal és alagutakkal. Törökországban csak egy jelentősebb autópálya van, amit az olaszok építettek. A KGM gyűjti be az út- és hídhasználati díjakat. Országszerte 18 részlege található:
- 1 – Isztambul tartomány, a Márvány-tengeri régió északi része
- 2 – Izmir tartomány, az Égei-tengeri régió
- 3 – Konya tartomány, Aksaray, Afyonkarahisar
- 4 – Ankara tartomány, Kırıkkale, Eskişehir, Bolu, Düzce
- 5 – Mersin tartomány, Adana, Kahramanmaraş, Hatay, Osmaniye, Kilis
- 6 – Kayseri tartomány, Kappadókia, Yozgat, Kırşehir
- 7 – Samsun tartomány, a Fekete-tengeri régió középső része
- 8 – Elazığ tartomány, Adıyaman, Bingöl, Malatya, Tunceli
- 9 – Diyarbakır tartomány, a Délkelet-anatóliai régió
- 10 – Trabzon tartomány, a Fekete-tengeri régió keleti része
- 11 – Van tartomány, Muş, Bitlis, Ağrı déli része
- 12 – Erzurum tartomány, Ağrı
- 13 – Antalya tartomány, Burdur, Isparta, Muğla keleti része, Afyonkarahisar déli része
- 14 – Bursa tartomány, a Márvány-tengeri régió déli része, Kütahya
- 15 – Kestamonu tartomány, a Fekete-tengeri régió nyugati része
- 16 – Sivas tartomány, Erzincan
- 17 – Isztambul főútjai, közte a Boszporusz hídjai
- 18 – Kars tartomány, vele Ardahan tartomány és Iğdır tartomány, korábban a 12. körzet része

## Fordítás
- Ez a szócikk részben vagy egészben  a   General Directorate of Highways (Turkey) című angol Wikipédia-szócikk ezen változatának fordításán alapul.  Az eredeti cikk szerkesztőit annak laptörténete sorolja fel. Ez a jelzés csupán a megfogalmazás eredetét és a szerzői jogokat jelzi, nem szolgál a cikkben szereplő információk forrásmegjelöléseként.